# Reserva de la biosfera Janos

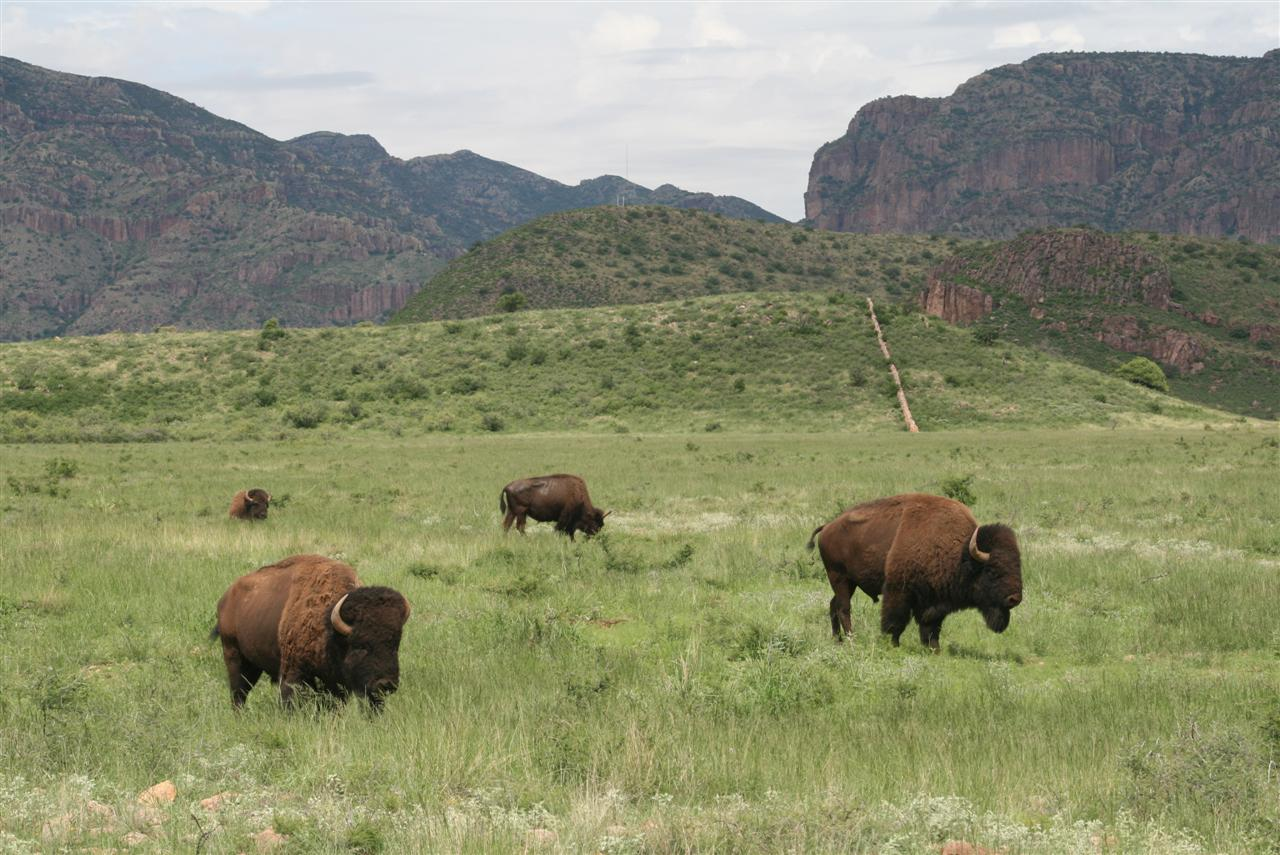
Bisontes americanos en los pastizales de la reserva de la biosfera en Janos, Chihuahua.

La reserva de la biosfera de Janos es una reserva natural en el estado de Chihuahua, México. Protege el ecosistema de la pradera y es conocida por ser el lugar de reintroducción del bisonte americano a México. Es la primera área natural protegida a nivel federal en México que tiene por objetivo la protección de un ecosistema de pastizales. El municipio de Janos, estado de Chihuahua, mantiene una gran riqueza biológica producto de varios factores que incluyen su localización geográfica en el extremo norte de la Sierra Madre Occidental y el extremo oeste del Desierto Chihuahuense; el rango altitudinal que va de los mil 200 a los 2 mil 700 metros sobre el nivel del mar y el impacto relativamente reducido, que ha tenido la región a lo largo de la historia de México
Cuenta con dos antecedentes de protección. El primero, consiste en un acuerdo publicado en el Diario Oficial de la Federación el 7 de junio de 1937, que declara Zona de Refugio Natural para la Fauna Silvestre los terrenos comprendidos en los municipios de Janos y Ascensión, Chihuahua, estableciendo una veda absoluta a la cacería en el área. El segundo antecedente se trata del Decreto por el que se declara de interés público la conservación de los mantos acuíferos en una superficie comprendida en los límites geopolíticos de los municipios de Ascensión y Janos, Chihuahua y se establece veda por tiempo indefinido para la extracción, alumbramiento y aprovechamiento del subsuelo en la región mencionada.
Los pastizales fueron el bioma con mayor distribución original en el mundo, sin embargo, ahora es uno de los más amenazados y menos protegidos (Henwood, 1998) y México no es la excepción ya que a pesar de que los pastizales ocupan alrededor del siete por ciento del territorio nacional (Challenger, 1998) y de estar representados en porciones de Áreas Naturales Protegidas, ninguna ha sido creada con el objetivo principal de proteger este ecosistema

## Historia
El pueblo de Janos fue fundado en 1580 por un grupo de misioneros franciscanos y una base militar fue establecida en 1686 para proteger al pueblo de ataques apaches.
Como resultado de la reforma agraria entre la década de 1930, las tierras federales y los ranchos de ganado que se convertirían en Janos fueron distribuidos a los pobres sin tierras. En los siguientes años, la excesiva ganadería y agricultura alteraron la condición ambiental significativamente. Los osos grizzly (Ursus arctos horribilis), los lobos (Canis lupus) y el carpintero imperial (Campephilus imperialis) que habían habitado el área se habían extinguido.
En 1988,  se encontró un grupo de perritos de la pradera (Cynomys ludovicianus) que se estimaba que habitaba en 55 000 hectáreas. En 1991 el Instituto de Ecología de la UNAM empezó a realizar los primeros estudios biológicos en la zona y en 2001 un programa de reintroducción del turón de patas negras (Mustela nigripes) fue iniciado por la misma institución. En enero de 2002 se inició el proceso para incluirlo en la Comisión Nacional de Áreas Naturales Protegidas (CONANP).
El 28 de noviembre de 2009, veintitrés bisontes genéticamente puros provenientes de la manada de Wind Cave se liberaron en la pradera de Janos. Esta fue la primera vez que el bisonte recorrió territorio mexicano en alrededor de un siglo. El 8 de diciembre de 2009, la reserva de la biosfera Janos fue oficialmente creada, por decreto del presidente de México Felipe Calderón y publicado en el Diario Oficial de la Federación.
La abundancia de vida de Janos ha sido un atractivo desde tiempos remotos, cuando la cultura Paquimé dejó salpicado el paisaje de vestigios arqueológicos que delatan su presencia. Actualmente, en la reserva habitan más de 13 mil habitantes, en ejidos, comunidades agrarias menonitas, ranchos privados y pueblos, como Casa de Janos, San Pedro, Pancho Villa, Monte Verde, Ignacio Zaragoza, San Francisco, Ojo Frío y Altamirano. Algunos de los pobladores actuales descienden de pobladores que ya vivían en la región antes de que se estableciera la actual frontera entre México y Estados Unidos.
La Reserva de la Biosfera de Janos, ha sido el fruto de más de ocho años de arduo trabajo de un entregado grupo de profesionales que incluyen académicos, miembros de la sociedad civil, ejidatarios, ganaderos, entidades gubernamentales y organizaciones civiles nacionales y extranjeras. El principal objetivo es el mantener los procesos ecológicos que moldean la gran diversidad biológica y cultural de la región.
En 2017, a ocho años de la reintroducción de bisontes a México, suman 138 especímenes que corren libremente en praderas de Janos, Chihuahua, de los cuales más de cien son nacidos en México.

## Biodiversidad
De acuerdo al Sistema Nacional de Información sobre Biodiversidad de la Comisión Nacional para el Conocimiento y Uso de la Biodiversidad (CONABIO) en la Reserva de la Biosfera Janos habitan más de 1,130 especies de plantas y animales de las cuales 62 se encuentra dentro de alguna categoría de riesgo de la Norma Oficial Mexicana NOM-059  y 29 son exóticas,

## Fauna
Jaguar (Panthera onca), oso negro de Nuevo León (Ursus americanus eremicus), bisonte (Bison bison), perrito de la pradera (Cynomys ludovicianus), cisne de tundra (Cygnus columbianus), águila calva o de cabeza blanca (Haliaeetus leucocephalus), águila real (Aquila chrysaetos), berrendo peninsular (Antilocapra americana subsp. peninsularis) E

### Especies endémicas
Ajolote Tarahumara (Ambystoma rosaceum), ajolote del Altiplano, salamandra tigre de meseta (Ambystoma velasci), quetzal orejón (Euptilotis neoxenus), Tecolote Enano (Micrathene whitneyi), lagartija espinosa de pastizal (Sceloporus scalaris), ardilla arborícola (Sciurus nayaritensis), Saltapared cola larga (Tryomanes bewickii), cotorra serrana occidental (Rhynchopsitta pachyrhyncha), ratón de chihuahua (Peromyscus polius), agujilla grande (Stipa eminens)

## Tipos de Vegetación
- Bosque de Encino
- Pino
- Bosque de Pino
- Chaparral Pastizal Halófilo
- Pastizal Inducido
- Pastizal Natural
- Vegetación Riparia[2]

## Vegetación
Los tres principales tipos de vegetación en la Reserva de la Biosfera Janos incluyen un mosaico de pastizales, matorrales y bosques (Cotecoca, 1978; Gay y Dwyer, 1980; Lebgue, 2002). Los pastizales dentro del Anp presentan una gran heterogeneidad y se han clasificado en cinco tipos, cada uno con sus respectivos subtipos:
Pastizales Naturales 
Este tipo de pastizales representa el 42.4 por ciento de la superficie de la Reserva, se distribuye en la parte central de la misma, especialmente en terrenos planos con lomeríos, dentro de estos tenemos las siguientes clasificaciones:
Pastizal mediano abierto con Bouteloua gracilis y B. eriopoda. Se encuentra en áreas con topografía plana o en colinas suaves y bajas (con pendientes de cero a ocho por ciento), a una altitud de mil 450 a mil 500 metros sobre el nivel del mar. En altitudes mayores (mil 500 a mil 600 metros sobre el nivel del mar) y pendientes más pronunciadas (siete a 20 por ciento), los pastizales medianos son dominados por Bouteloua gracilis. Como resultado del sobrepastoreo y envenenamiento de los perritos llaneros, es común encontrar áreas invadidas por plantas leñosas. De hecho, en algunos sitios el pastizal ha sido reemplazado por arbustos, principalmente, por mezquite (Prosopis glandulosa), además de popotillo (Ephedra trifurca) y choya (Opuntia imbricata) (Gay y Dwyer, 1980; List, 1997; Royo et al., 1995; Royo y Báez, 2001).
Pastizal anual con Aristida heymannii sinonimia: Aristida adscensionis y Chondrosum barbatum (Lag.) Clayton, sinonimia: Arisitida adscencionis y Bouteloua barbata. Estas especies han sido introducidas en el área por el pastoreo del ganado que beneficia a las especies por la dispersión de sus semillas. Los frutos tienen aristas que pueden adherirse a los animales; las inflorescencias también se dispersan por el viento. Es muy común ver estos ejemplares a las orillas de los caminos, en agostaderos degradados y pueden subsistir en suelos desde arenosos hasta en lugares con roca caliza. La mayor parte de colonias de perritos llaneros se encuentran en este tipo de vegetación (Kearny y Peebles, 1969; Royo et al., 1995; Royo y Báez, 2001). Pastizal con Bouteloua trifida y B. curtipendula. Se encuentra en las laderas de las montañas y colinas con pendientes de 12 a 30 por ciento, en el rango de altitud de mil 500 a mil 600 metros sobre el nivel del mar (Cotecoca, 1978; Kearny y Peebles, 1969; Lebgue, 2002). A lo largo de las corrientes intermitentes. Este pastizal es invadido por mezquites, yuca (Yucca carnerosana) y sotol (Dasylirion wheeleri).
Programa de Manejo Reserva de la Biosfera Janos
Pastizal Inducido. Este tipo de pastizal representa el 0.09 por ciento del total de la superficie de la Reserva:
Pastizal y matorral halófito con zacatón alcalino (Sporobolus airoides), mezquite (Prosopis glandulosa) y chamizo (Atriplex canescens). Se encuentra en los bancos arenosos y en los márgenes de los arroyos en cuencas cerradas con pendientes de hasta cuatro por ciento y en altitudes de mil 300 a mil 450 metros sobre el nivel del mar.
Pastizal Halófito. Este tipo de pastizal se encuentra en una superficie del 3.19 por ciento de la superficie de la Reserva: Pastizal halófito con zacatón alcalino y toboso (Hilaria mutica (Buckley) Benth, sinonimia: Pleuraphis mutica). Ocupa extensiones pequeñas en áreas con drenaje interno lento, en el centro del Anp y en los bajíos de los llanos o praderas, con pendientes de cero a cuatro por ciento y altitudes de mil 300 a mil 350 metros sobre el nivel del mar (Cotecoca, 1978; Gay y Dwyer, 1980).
Matorral Micrófilo. Este representa el 12.12 por ciento de la superficie de la Reserva, y está representado en dos asociaciones: Matorral espinoso con largorcillo (Acacia neovernicosa y A. constricta), mezquite (Prosopis glandulosa) y gatuño (Mimosa aculeaticarpa var. Biuncifera). Este matorral se encuentra en parches aislados en la parte norte del Anp, en áreas con pendientes del cero al cinco por ciento y altitudes de mil 350 a mil 400 metros sobre el nivel del mar. La vegetación es una transición entre los pastizales y matorrales, donde las gramíneas están restringidas a la protección inmediata de los arbustos.
Matorral desértico con mezquite. Este matorral se encuentra cerca del poblado de Janos, en áreas con menos de 55 por ciento de pendiente y en altitudes de mil 350 a mil 450 metros sobre el nivel del mar (Cotecoca, 1978; Kearny y Peebles, 1969; Royo et al., 1995). Bosque de encino. Representa el 23.7 por ciento de la Reserva y se encuentra en las estribaciones de la Sierra Madre Occidental, en la parte noroeste (Puerto de San Luis). Además de incluir muchas especies de encinos, hay coníferas y pastos, principalmente Muhlenbergia spp. Este bosque se encuentra en el pie de monte, en colinas bajas con pendientes de cinco a 30 por ciento y altitudes de mil 600 a 2 mil 200 metros sobre el nivel del mar (Cotecoca, 1978; Lebgue, 2002).
Bosque de coníferas. Representa el 13.51 por ciento de la superficie de la Reserva y se encuentra en la parte serrana de la Reserva con especies como Pinus ponderosa, P. engelmannii, Pseudotsuga menziesii, desde 2 mil 200 metros sobre el nivel del mar y hasta la parte más elevada de la sierra, a los 2600 m s. n. m. (Brown, 1994). En las cañadas más húmedas se encuentra vegetación riparia con árboles caducos, como arce (Acer grandidentatum), cereza negra (Prunus serotina), aile (Alnus oblongifolia) y nogal (Juglans major) especie bajo la categoría de Amenazada enlistada en la Norma Oficial Mexicana
Nom-059-Semarnat-2010, Protección ambiental-Especies nativas de México de flora y fauna silvestres-Categorías de riesgo y especificaciones para su inclusión

## Localización
Se localiza en la parte noroeste del estado de Chihuahua, al sur de la frontera con Estados Unidos y al este de Sonora, en las Provincias de Sierras y Llanuras del Norte y Sierra Madre Occidental y en las Subprovincias de Llanuras y Médanos del Norte y Sierras y Cañadas del Norte. Se encuentra dentro del municipio de Janos y abarca casi toda la superficie del mismo. La superficie total de la reserva es de 526 mil 482-42-66.80 hectáreas, mientras que la superficie total del municipio es de 693 mil 50 hectáreas, cifras que nos permiten comparar la parte proporcional que ocupa la Reserva de la Biosfera Janos

## Clima
De acuerdo con García (1981) el clima de la Reserva de la Biosfera es árido templado, con veranos calientes, lluvias invernales y una oscilación de la temperatura de más de 14 °C (Bsokw (e’). La temperatura media anual es de 15.7 °C, con una media de 6.0 °C en enero y una media de 26.1 °C en junio. La precipitación anual es 381 milímetros, el 77 por ciento de la lluvia cae entre los meses de abril a agosto. En la parte serrana al suroeste del área, el clima es templado húmedo, con verano fresco, largo y presencia de lluvias; con una oscilación térmica de más de 14 °C [Cb’(w1)(e’)]. En esta parte del área la temperatura media anual es de 11.8 °C y la precipitación anual es de 522 milímetros

## Tipo de Suelo
Los tipos de suelos que más presencia tienen en la Reserva de la Biosfera Janos son: el Litosol (I), Regosol éutrico (Re), Xerosol háplico (Xh), Xerosol lúvico (Xl), Vertisol crómico (Vc) y Feozem háplico (Hh). La característica principal de estos suelos (excepto de los regosoles) es que generalmente no tienen horizontes diagnósticos y todos presentan un horizonte B arcilloso (INEGI, Carta Edafológica G1301 del estado de Chihuahua Serie II).

## Ecología
El área total de la reserva es 526 482 hectáreas; incluye 218 630 hectáreas de pastizal natural, 65 539 hectáreas de bosques de pino-encino, 24 873 hectáreas de vegetación halófila y 3681 hectáreas de vegetación riparia.
En la región de Janos existen 383 especies de fauna, de las cuales 79 son mamíferos, 257 aves, 34 reptiles y 13 anfibios:
- Mamíferos como el Jaguar (Panthera onca), oso negro (Ursus americanus eremicus), berrendo (Antilocapra americana mexicana), puerco espín del norte (Erethizon dorsatum) y bisonte (Bison bison bison) consideradas en peligro de extinción; zorra norteña o desértica (Vulpes velox macrotis), tlalcoyote (Taxidea taxus), jaguarundi (Herpailurus yagouaroundi) y perrito de las praderas o perro llanero cola negra (Cynomys ludovicianus) amenazadas.
- Dentro de las aves están el cisne de tundra (Cygnus columbianus), águila cabeza blanca (Haliaeetus leucocephalus) y cotorra serrana occidental (Rhynchopsitta pachyrhyncha) consideradas en peligro de extinción; águila real (Aquila chrysaetos), pato mexicano (Anas platyrhynchos diazi), gavilán azor (Accipiter gentilis), halcón fajado (Falco femoralis), chorlo llanero (Charadrius montanus), búho manchado (Strix occidentalis) y trogón orejón (Euptilotis neoxenus) amenazadas; aguililla real (Buteo regalis), halcón peregrino (Falco peregrinus) sujetas a protección especial.
- Repiles y anfibios tales como la serpiente de cascabel (Crotalus transversus) especie en peligro de extinción; lagartija de collar común (Crotaphytus collaris), lagartija cornuda texana o camaleón (Phrynosoma cornutum), culebra real común o serpiente rey (Lampropeltis getula), culebra chirriadora común (Masticophis flagellum), culebra listonada de cuello negro (Thamnophis cyrtopsis) y culebra listonada manchada (T. marcianus) amenazadas; sapo verde (Bufo debilis), rana del Río Grande (Rana berlandieri), salamandra tarahumara (Ambystoma rosaceum), salamandra o ajolote tigre de meseta (Ambystoma velasci) sujetas a protección especial.